# Ненад Стекић
Ненад Стекић (Београд, 7. март 1951 — 18. јул 2021) био је југословенски и српски атлетичар. Био је члан АК Црвена звезда.

## Биографија
На атлетску стазу крочио је кад је имао 12 година, а већ са 14 је имао прве резултате. Почео је као скакач увис, а касније је наставио као скакач удаљ. Увис је скакао најпре (1963) 1,50 м да би после 6 година постигао висину 1,95 метара. Био је пионирски првак, града, републике и Југославије, а тек после тога определио се за скок удаљ. Први му је резултат био 6,26 м, а само две године касније прешао је „зачарану“ границу од 7 метара.
Пет година је био „власник“ европског рекорда у скоку у даљ - 8,45 м (Монтреал, 1975). Проглашен је за најбољег спортисту у Југославији исте године када је поставио европски рекорд. На првенствима Европе освојио је три сребрне медаље (Рим 1974 — 8,06, Праг 1978 — 8,12 и Зинделфингену 1980 — 7,91 дворана). Био је двоструки првак Медитеранских игара, те освајач златне и сребрне медаље на Универзијадама. На Светском првенству у Хелсинкију 1983. био је пети (8,09 m). За репрезентацију Југославије наступао је 64 пута. У тиму Европе наступао је на Светском купу 1977. Живео је и радио у Београду.

## Значајнији резултати
| Година                 | Такмичење                    | Место                         | Пласман                | Резултат               |
| Представља Југославију | Представља Југославију       | Представља Југославију        | Представља Југославију | Представља Југославију |
| ---------------------- | ---------------------------- | ----------------------------- | ---------------------- | ---------------------- |
| 1974                   | Европско првенство           | Рим, Италија                  |                        | 8,05 m (+1,5 м/с)      |
| 1975                   | Универзијада                 | Рим, Италија                  |                        | 8,13                   |
| 1975                   | Медитеранске игре            | Алжир, Алжир                  |                        | 8,23                   |
| 1976                   | Олимпијске игре              | Монтреал, Канада              | 6.                     | 7,89                   |
| 1977                   | Универзијада                 | Софија, Бугарска              |                        | 7,97                   |
| 1978                   | Европско првенство           | Праг, Чехословачка            |                        | 8,12                   |
| 1979                   | Медитеранске игре            | Сплит, Југославија            |                        | 8,21 РМИ               |
| 1980                   | Европско првенство у дворани | Зинделфинген, Западна Немачка |                        | 7,91                   |
| 1980                   | Олимпијске игре              | Москва, Совјетски Савез       | 30.                    | 5,75                   |
| 1982                   | Европско првенство           | Атина, Грчка                  | 5.                     | 7,93 (-0,5 м/с)        |
| 1983                   | Светско првенство            | Хелсинки, Финска              | 5.                     | 8,09                   |
| 1984                   | Олимпијске игре              | Лос Анђелес, САД              | 14.                    | 7,60                   |
| 1990                   | Европско првенство           | Сплит, Југославија            | —                      | БП                     |